# Penelopides mindorensis
Penelopides mindorensis (лат.) — вид птиц-носорогов из семейства Bucerotidae. Эндемик лесов филиппинского острова Миндоро, встречается во влажных тропических лесах низменностей. Это единственный вид Penelopides, у которого оба пола кремово-белые с черным. Самцы и самки очень похожи, различаясь в основном по цвету глазного кольца (розовато-белый у самца, синий у самки). Находится под угрозой исчезновения из-за потери среды обитания.
В соответствии с филиппинским законом RA 9147 охота, отлов или владение этими птицами являются незаконными.

## Описание и таксономия
Penelopides mindorensis небольшая для птицы-носорога. Клюв довольно короткий с чёрными полосами. Имеет чёрные крылья, бледный охристый хвост с чёрным кончиком, бледную нижнюю часть тела и голову с чёрными щеками и голую кожу вокруг лица и подбородка. У самца розоватая кожа лица, а у самки синяя. Единственная птица-носорог на Миндоро. Голос — короткий носовой лай: «вак!».
Он уникален среди Penelopides, поскольку другие виды демонстрируют значительный половой диморфизм, при котором у самцов белые головы и грудь, а самки почти всегда чёрные. У Penelopides mindorensis и самцы, и самки имеют белые голову и брюхо, а единственными отличительным признакам являются лицевые кожные покровы, которые у самок голубые, а у самцов розовые.

## Экология и поведение
Они в основном плодоядны, питаются инжиром и ягодами, но также известны тем, что едят насекомых, ящериц и других мелких животных. Обычно встречаются парами, но могут образовывать стаи до 20 птиц.
Все птицы-носороги моногамны и создают пару на всю жизнь. Они гнездятся в дуплах больших деревьев из года Dipterocarpus. Самка запечатывается в дупле дерева, а самец отвечает за сбор пищи для своей партнерши и птенцов. Самец хранит пищу в горловой сумке и отрыгивает ее, чтобы накормить свою партнершу и птенцов.
Среди Penelopides этот вид является одним из наименее изученных, но считается, что его репродуктивные привычки размножения схожи с привычками Penelopides manillae. Самка была обнаружена в состоянии готовности к размножению с увеличенными гонадами в мае. На основе данных о Penelopides manillae размер кладки составляет от 3 до 4 яиц, максимум до 6. Инкубация длится от 28 до 31 дня, а птенцы оперяются в течение 50-65 дней после вылупления.

## Среда обитания и охрана
В основном встречается в тропических влажных первичных низинных лесах. Их также можно увидеть во вторичных лесах и на опушках, но им нужны большие деревья для гнездования.
Красный список МСОП классифицирует эту птицу как находящийся под угрозой исчезновения вид с численностью популяции от 250 до 999 взрослых особей, что является самой низкой оценкой среди всех пяти видов рода Penelopides. Ему угрожает потеря среды обитания, поскольку в последние десятилетия на Миндоро наблюдается сильное сокращение площади лесов. К 1988 году обширная вырубка лесов на Миндоро сократила лесной покров до всего лишь 120 км², из которых лишь небольшая часть находится ниже верхнего высотного предела обитания этого вида. Сохранившийся низинный лес сильно фрагментирован и все еще находится под угрозой. Подсечно-огневое земледелие, случайные выборочные рубки и сбор ротанга угрожают лесным фрагментам, которые все еще поддерживают вид. Взрывы динамита для добычи мрамора представляют дополнительную угрозу для леса в Пуэрто-Галера. Охота и браконьерство также считаются значительными угрозами.
Вид встречается в нескольких охраняемых районах, включая национальный парк горы Иглит-Бако, где он делит среду обитания с буйволом тамарау, и на горе Сибуран в Саблаяне, которая объявлена важной орнитологической территорией.
Предлагаемые меры по сохранению включают проведение дополнительных исследований в районах, где они были обнаружены, для лучшего понимания популяции, а также создание официальной защиты в других местах, где они встречаются, в Мальпалоне, Пуэрто-Галере и на озере Манамлай.